# Битка на границама
Битка на границама се догодила 15. августа 1914. године, између Француске, Немачке и Белгије. Немачки IV корпус, који је бројао 500.000 људи је прешао границу и продро у Француску, стварајући добре предуслове за нову офанзиву. IV корпус је напао Белгију и окупирао је 25. августа 1914. године. После тога белгијски председник владе је потписао са фелдмаршалом Хелмутом фон Молткеом млађим Бриселски мир. Немачка је преузела власт у Белгији све до 1918. године.